# 중국연합통신
중국연합통신(中国联合网络通信公司, 中国联通, 홍콩: 0762 상하이: 600050 NYSE: CHU) 또는 차이나 유니콤(China Unicom)은 중화인민공화국의 국유기업이자 전화 회사이다. 1994년 7월 19일에 중화인민공화국 공업정보화부에 의해 국무부의 승인을 거쳐 국유 기업으로 탄생하였다.
SK텔레콤은 차이나 유니콤의 전환사채를 주식으로 전환함으로써 차이나 유니콤과 CDMA 분야 등의 협력을 추진하고 있다.